# Tatochila theodice
Tatochila theodice is een vlindersoort uit de familie van de Pieridae (witjes), onderfamilie Pierinae.
Tatochila theodice werd in 1832 beschreven door Boisduval.